# Rogliano
Rogliano ist eine italienische Gemeinde in der Region Kalabrien, Provinz Cosenza, mit 5172 Einwohnern (Stand 31. Dezember 2023).
Der Ort erstreckt sich über ein Gebiet von 41 km² und hat eine Bevölkerungsdichte von 143 Einwohnern pro km². Die Nachbargemeinden sind Aprigliano, Marzi, Parenti, Santo Stefano di Rogliano.
Rogliano ist erreichbar über die Autobahn A3 (Salerno–Reggio Calabria) und hat einen Bahnhof an der Bahnstrecke Cosenza–Catanzaro. Die lokale Spezialität ist Rotwein Savuto.

## Sehenswürdigkeiten
- Museum für religiöse Kunst
- Münster San Pietro